# 蒂亥 (哈爾科夫州)
50°18′28″N 37°0′49″E / 50.30778°N 37.01361°E
蒂亥（烏克蘭語：Тихе）是位於烏克蘭東部哈爾科夫州丘胡伊夫区沃夫昌斯克市鎮的村莊。該村處於沃夫恰河畔，始建於1670年，面積1.11平方公里，海拔高度166米，2001年人口164。